# Georges Albert Detaille
Georges Albert Detaille est un photographe, illustrateur, musicien et éditeur français, né le 22 septembre 1875 à Amiens et mort le 10 juin 1955 à Monaco où il a été actif de 1904 à sa mort.

## Biographie
Georges Albert Detaille et son frère jumeau Fernand Detaille naissent à Amiens le 22 septembre 1875, au 79 de la rue Saint Leu.
les deux frères passent en France les sept premières années de leur vie avant de déménager en Suisse, à Genève, à la suite du divorce de leurs parents. Ils y mènent une vie studieuse et sportive dans laquelle l’art, la nature et le sport tiennent une grande place. Ils y rencontrent le photographe Frédéric Boissonnas et suivent des cours chez lui.
En 1904, les carrières des jumeaux se séparent, mais ils coopéreront professionnellement toute leur vie.
Georges part à Monte Carlo pendant que Fernand se retrouve à Marseille et devient propriétaire en 1910 de l’atelier de Félix Tournachon, dit Nadar.
À Monaco, Georges Albert Detaille devient le successeur des grands noms de la photographie en rachetant les licences de Numa Blanc fils, Frantz Bücher et Pierre Sanitas.
Le 1er octobre 1904, il obtient sa propre licence à Monaco et fonde la Maison Detaille. Sa notoriété de portraitiste lui vaut de photographier, dans son atelier, les princes Albert Ier et Louis II ; il devient rapidement le photographe officiel de la famille Grimaldi.
En 1923 Georges Detaille est choisi par Serge de Diaghilev, créateur des Ballets russes, pour photographier ses danseurs dont Serge Lifar et Anton Dolin. Il devient le portraitiste des artistes lyriques du Théâtre de Monte Carlo.
Toujours accompagné par son fils aîné, Georges, il le forme dès ses 13 ans pour devenir un photographe reconnu en Principauté. Quelques années plus tard Fernand, son deuxième fils, les suivra dans l'atelier.
En 1942 il crée à Monaco les éditions Georges Detaille qui publieront quatre ouvrages : Monaco sous les barbelés, À travers la Roumanie pittoresque, Les ballets de Monte Carlo et La vie des ballets de Monte Carlo.
Il meurt en 1955 à Monaco. Ses deux fils, Georges et Fernand, poursuivent l’œuvre de leur père.

## Prix et récompenses[8]
- 3 janvier 1904: Georges Detaille est nommé Officier d’Académie, photographe de Marseille
- 18 novembre 1906: il participe, comme exposant à l’Exposition Coloniale Nationale
- 1910: médaille d’Argent à l’Exposition Universelle de Bruxelles
- 1920-21: diplôme de Médaille d’Or à l’Exposition de Monaco
- 18 novembre 1922: il reçoit le Grand Prix pour l’Exposition Nationale Coloniale à Marseille
- 4 septembre 1923: il est décoré de l’Ordre du Cambodge à Marseille
- 1925: diplôme d’Honneur à l’Exposition Internationale des Arts décoratif et Industriels Modernes à Paris
- 19 janvier 1929: il reçoit l’Ordre du Nichan-Iftikhar à Marseille

## Photographies

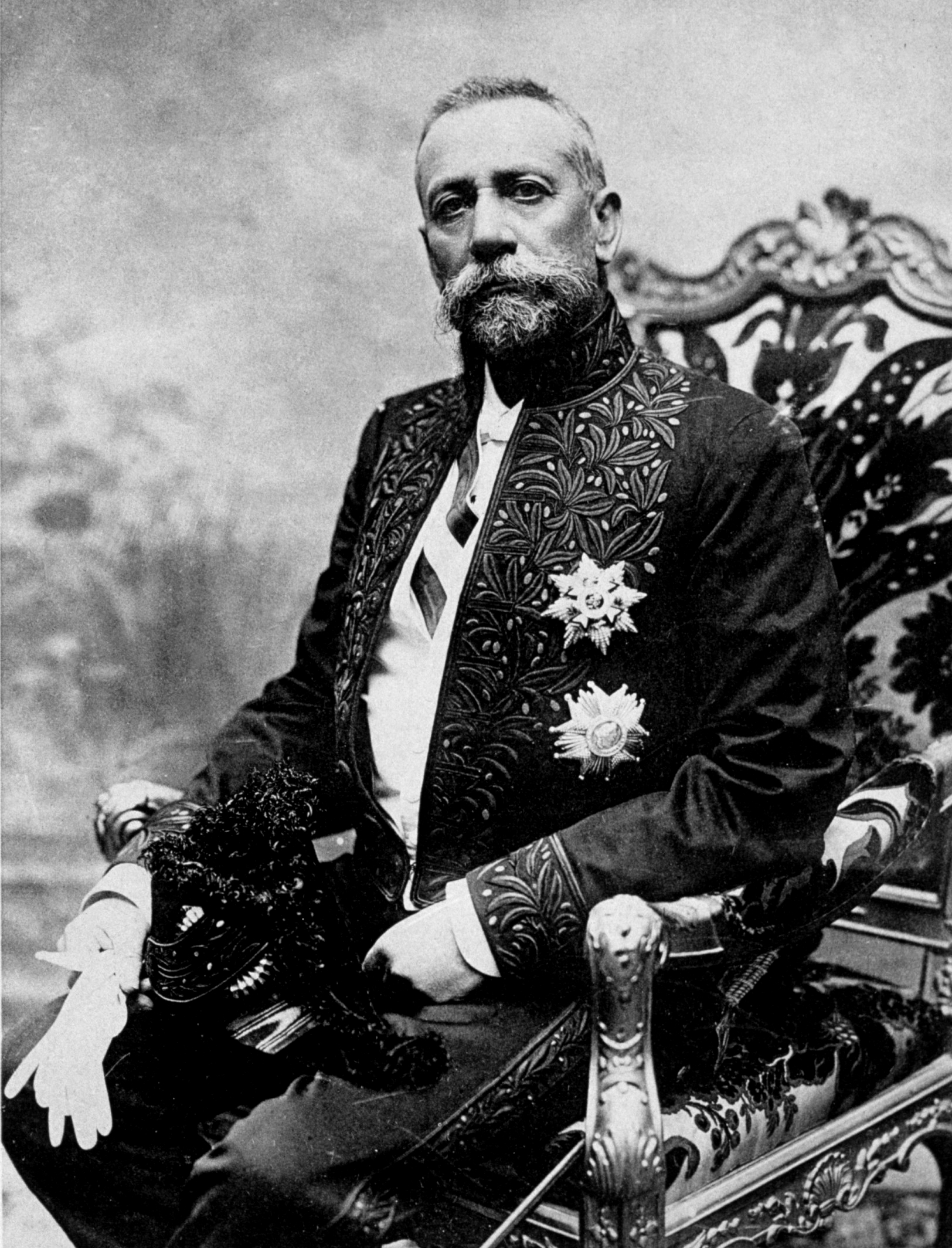
Albert Ier de Monaco, vers 1910.
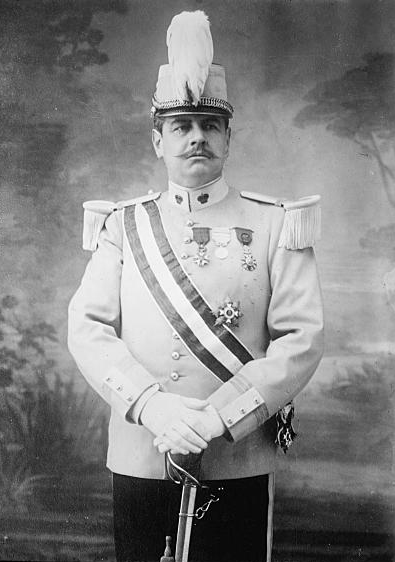
Portait officiel de Louis II de Monaco.